# Relações entre Bangladesh e China
As relações entre Bangladesh e China são as relações diplomáticas estabelecidas entre a República Popular do Bangladesh e a República Popular da China. Bangladesh possui uma embaixada em Pequim e consulados em Hong Kong e Kunming. A China possui uma embaixada em Dhaka. Ambos os países são membros do Fórum BCIM (Fórum de Cooperação Regional Bangladesh-China-Índia-Myanmar). China e Bangladesh estabeleceram as relações diplomáticas em 1976, cinco anos após a independência de Bangladesh do Paquistão.